# GNOME ディスプレイマネージャー

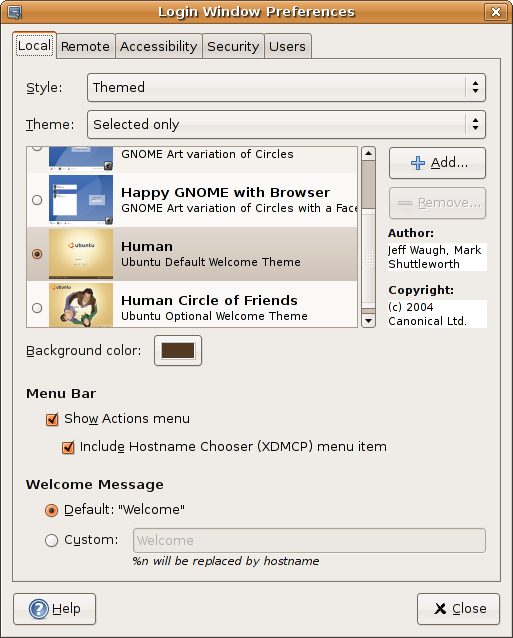
GDMの設定ウィンドウ

GNOME ディスプレイマネージャー（グノーム・ディスプレイマネージャー、GDM、ジーディーエム）はX Window Systemの代替ディスプレイマネージャである。
X Window SystemはデフォルトでX Window Display Manager (XDM) を用いるよう設定されているが、XDMの設定に関する諸問題を解決する際には一般的に設定ファイルを編集する必要がある。GDMを用いることでユーザーはコマンドラインを使用することなくディスプレイマネージャの設定をカスタマイズしたり、設定の問題点を発見することが出来るようになる。ユーザーは、各ログインを基本としたセッションタイプを選択することが出来る。

## 豆知識

### Queen of England
いくつかのGDMの著作権表記は"Queen of England"（イングランド女王）に属している。また、バージョン2.2.1からはリリース告知にメンテナーとしても名を連ねている。開発者らは、1707年連合法以来イングランド女王が存在していないことを後から知ったという。

### イースター・エッグ
バージョン2.22まで、GDMにはいくつかイースターエッグがあった。これらはユーザ名ボックスに入力される文字列の形をとって現れる。ソースファイルの "gui/guilogin.c" で定義されている"evil"関数で見つけることが出来る。
- Dancing login : “Start Dancing”と入力すると始まり、“Stop Dancing”と入力すると止まる（CUIログインが必要）
- Gimme Random Cursor : 繰り返して使用することが出来る。
- Require Quarter[5]と入力してログインすると、パスワード入力後にダイアログ画面が現れる。